# بورديتيلا نظيرة الشاهوقية
بورديتيلا نظيرة الشاهوقية (الاسم العلمي: Bordetella parapertussis) هي نوع من البكتيريا، سلبية الغرام، تتبع جنس البورديتيلا.